# نام لی

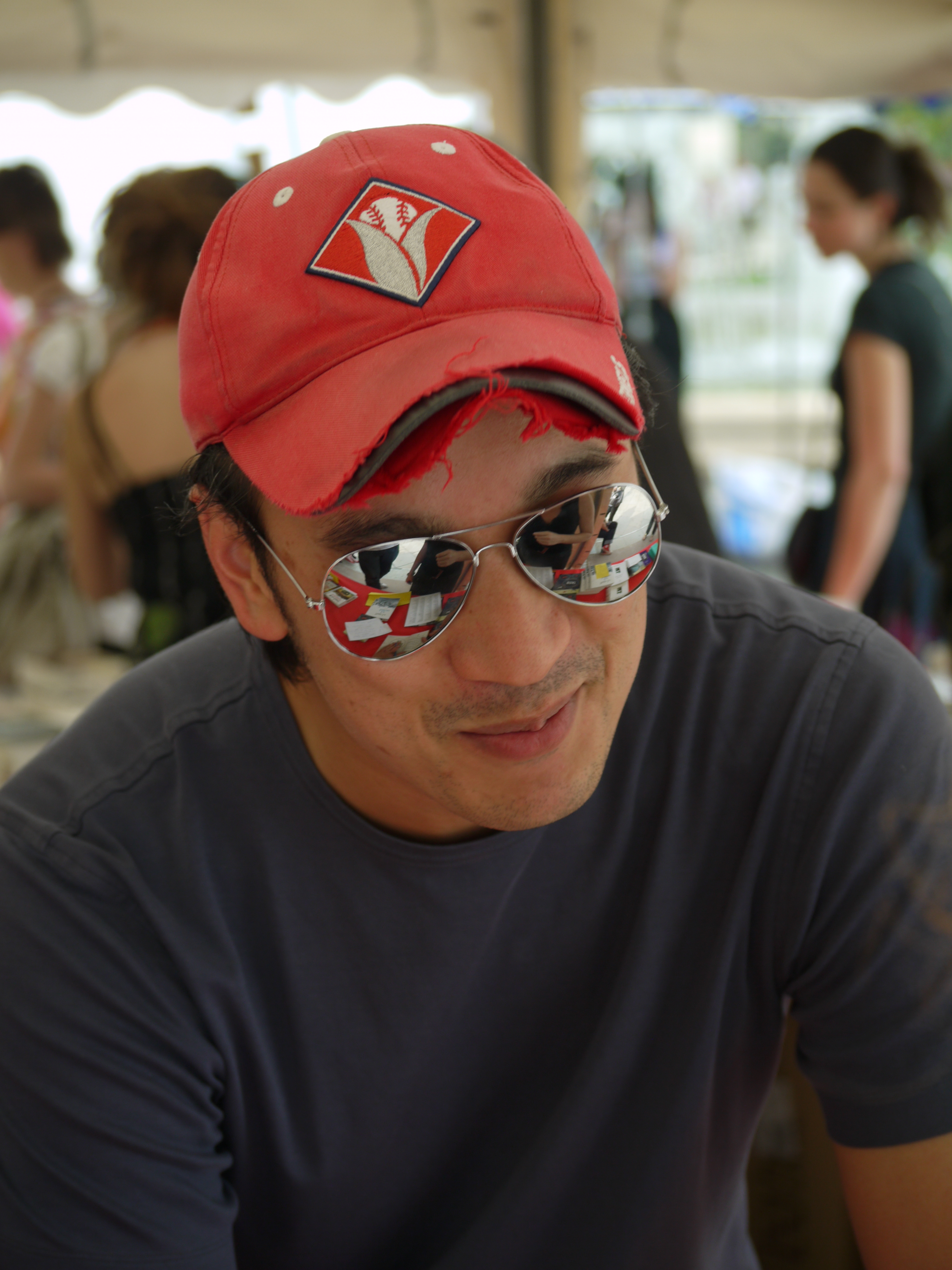
نام لی.

نام لی (به انگلیسی: Nam Le) (زادهٔ ۱۹۷۸) نویسندهٔ ویتنامی است. او به همراه خانواده‌اش هنگامی که کمتر از یک سال داشت به استرالیا مهاجرت کرد و در آن کشور بزرگ شد. او در سال ۲۰۰۸ جایزهٔ هزار یورویی «دیلن توماس» را به خاطر نوشتن مجموعهٔ داستان کوتاه «قایق» از آن خود کرد.

## بن‌مایه
- همکاری‌کنندگان ویکی‌پدیا، «Nam Le»، ویکی‌پدیای انگلیسی، دانشنامهٔ آزاد (بازیابی ۱۷ آبان ۱۳۹۳).